# Camponotus aethiops
Camponotus aethiops är en myrart som först beskrevs av Pierre André Latreille 1798.  Camponotus aethiops ingår i släktet hästmyror, och familjen myror.

## Underarter
Arten delas in i följande underarter:
- C. a. aethiops
- C. a. cachmiriensis
- C. a. escherichi
- C. a. rubicolor
- C. a. vitiosus

## Bildgalleri

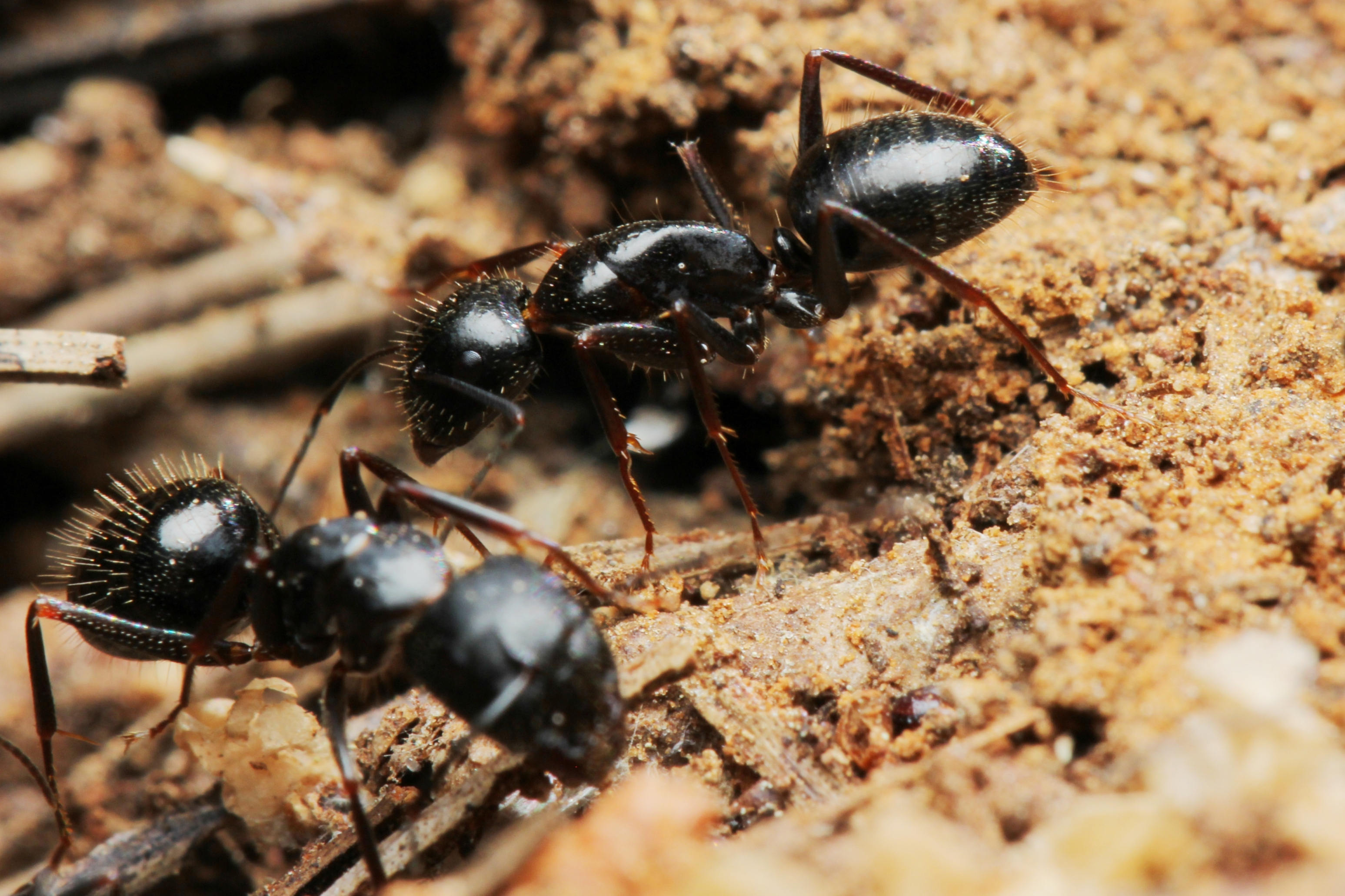